# Bármit, csak ezt ne
A Bármit, csak ezt ne (eredeti cím: Nobody Wants This) 2024-től vetített amerikai romantikus vígjátéksorozat, amelyet Erin Foster készített. A főbb szerepekben Kristen Bell, Adam Brody, Justine Lupe, Timothy Simons és Jackie Tohn látható.
Az Amerikai Egyesült Államokban és Magyarországon 2024. szeptember 26-án mutatta be a Netflix.
A második évad 2025. október 23-án jelenik meg a Netflixen.

## Ismertető
Egy különc amerikai rabbi és egy ingerlékeny, agnosztikus nő együtt él. A nő a testvérével közösen kapcsolatokról szóló podcastet vezet, és a rabbi világnézete erősen eltér az övétől, mégis valami különös kötelék alakul ki kettejük között.

## Szereplők

### Főszereplők
| Szerep        | Színész        | Magyar hang     | Leírás                                      |
| ------------- | -------------- | --------------- | ------------------------------------------- |
| Joanne        | Kristen Bell   | Vadász Bea      | Szex- és párkapcsolati podcast műsorvezető. |
| Noah Roklov   | Adam Brody     | Dányi Krisztián | Rabbi.                                      |
| Morgan        | Justine Lupe   | Solecki Janka   | Joanne húga és a podcast társműsorvezetője. |
| Sasha Roklov  | Timothy Simons | Széles Tamás    | Noah bátyja.                                |
| Esther Roklov | Jackie Tohn    | Kis-Kovács Luca | Sasha felesége.                             |

### Mellékszereplők
| Szerep        | Színész            | Magyar hang       | Leírás                                             |
| ------------- | ------------------ | ----------------- | -------------------------------------------------- |
| Lynn          | Stephanie Faracy   | Kovács Nóra       | Joanne és Morgan anyja.                            |
| Bina Roklov   | Tovah Feldshuh     | Pálos Zsuzsa      | Noah és Sasha anyja.                               |
| Ilan Roklov   | Paul Ben-Victor    | Varga T. József   | Noah és Sasha apja.                                |
| Rebecca       | Emily Arlook       | Sipos Eszter Anna | Noah majdnem menyasszonya, aki zsidó származású.   |
| Ashley        | Sherry Cola        | Náray Erika       | Joanne legjobb barátnője és a podcastjük ügynöke.  |
| Miriam Roklov | Shiloh Bearman     | Vadász Laura      | Sasha és Esther lánya.                             |
| Cohen         | Stephen Tobolowsky | Pálfai Péter      | Főrabbi és Noah főnöke a Temple Chai zsinagógában. |

### Vendég szereplők
| Szerep | Színész           | Magyar hang         | Leírás                                                                               |
| ------ | ----------------- | ------------------- | ------------------------------------------------------------------------------------ |
| Henry  | Michael Hitchcock | Fekete Zoltán       | Joanne és Morgan édesapja, aki nemrég coming outolt melegként, és külön él Lynn-től. |
| Ryann  | D’Arcy Carden     | Ligeti Kovács Judit | Joanne barátja.                                                                      |
| Kyle   | Ryan Hansen       | Seszták Szabolcs    | Joanne korábbi futó kapcsolata.                                                      |

### Magyar változat
- Magyar szöveg: Pipó László
- Hangmérnök: Bederna László
- Vágó: Pilipár Éva
- Gyártásvezető: Vigvári Ágnes
- Szinkronrendező: Orosz Ildikó
- Produkciós vezető: Fekete Márk

A szinkront a Direct Dub Studios készítette.

## Epizódok
| Sor. | Év. | Cím                                                            | Rendező           | Író                                  | Premier              |
| ---- | --- | -------------------------------------------------------------- | ----------------- | ------------------------------------ | -------------------- |
| 1.   | 1.  | Bevezető (Pilot)                                               | Greg Mottola      | Erin Foster                          | 2024. szeptember 26. |
| 2.   | 2.  | Egy siksze bemegy egy templomba (A Shiksa Walks Into a Temple) | Greg Mottola      | Erin Foster                          | 2024. szeptember 26. |
| 3.   | 3.  | Aura kérdőjelekkel (Either Aura)                               | Karen Maine       | Jane Becker és Lindsay Golder        | 2024. szeptember 26. |
| 4.   | 4.  | A Dózeroló (Obliterated)                                       | Hannah Fidell     | Ron Weiner és Noelle Valdivia        | 2024. szeptember 26. |
| 5.   | 5.  | A barátom, Joanne (My Friend Joanne)                           | Oz Rodriguez      | Neel Shah és Pat Regan               | 2024. szeptember 26. |
| 6.   | 6.  | A gáz (The Ick)                                                | Karen Maine       | Jane Becker                          | 2024. szeptember 26. |
| 7.   | 7.  | Barátnők és feleségek (WAGS)                                   | Oz Rodriguez      | Lindsay Golder                       | 2024. szeptember 26. |
| 8.   | 8.  | Rebecca doboza (Rebecca's Box)                                 | Hannah Fidell     | Ryann Werner és Ron Weiner           | 2024. szeptember 26. |
| 9.   | 9.  | Titkok és szövetségek (My Girl Bina)                           | Lawrence Trilling | Barbie Adler és Niki Schwartz-Wright | 2024. szeptember 26. |
| 10.  | 10. | Ünneprontók ünnepe (Bat Mitzvah Crashers)                      | Lawrence Trilling | Craig DiGregorio                     | 2024. szeptember 26. |

## A sorozat készítése
2023. március 1-jén bejelentették, hogy a Netflix zöld utat adott egy vígjátéksorozatnak, amelyet Erin Foster készített, és lazán saját életén alapul. Ugyanekkor derült ki, hogy Kristen Bell főszerepet kap a sorozatban, valamint Steven Levitan vezető producerként működik közre Foster és Bell mellett. 2024. május 15-én a sorozat hivatalos címe Bármit, csak ezt ne lett.
A sorozat vezető producerei: Erin Foster, Kristen Bell, Steven Levitan, Craig DiGregorio, Sara Foster, Danielle Stokdyk, Oly Obst és Josh Lieberman. A gyártásban részt vevő cégek: Steven Levitan Productions, 3 Arts Entertainment és 20th Television.
2024. október 10-én a Netflix második évadra is berendelte a sorozatot. Az új showrunnerek: Jenni Konner és Bruce Eric Kaplan, akik Erin Fostert és Craig DiGregoriót váltják, akik az első évadot vezették. 2025. február 7-én, a 30. Critics' Choice Awards gálán Jackie Tohn elárulta, hogy a második évad forgatása 2025. március 3-án kezdődik, és május 12-én fejeződött be.

### Szereplőválogatás
A sorozat első bejelentésekor, 2023 márciusában nyilvánosságra hozták, hogy Kristen Bell játssza a főszerepet. 2023 áprilisában bejelentették, hogy Adam Brody is csatlakozik a szereplőgárdához, és Noah nevű karaktert alakítja, míg Bell karakterét Joanne-nak hívják. 2024 januárjában újabb szereplőket jelentettek be: Justine Lupe és Timothy Simons főszereplőként csatlakoztak, Morgan és Sasha szerepében. Emellett mellékszereplőként csatlakoztak: Jackie Tohn, Michael Hitchcock, Paul Ben-Victor, Sherry Cola, Shiloh Bearman, Stephanie Faracy, Tania Raymonde és Tovah Feldshuh. 2024 májusában kiderült, hogy Emily Arlook váltja Tania Raymonde-ot Rebecca szerepében. 2025 februárjában Jackie Tohn állandó szereplővé lépett elő, míg Leighton Meester és Miles Fowler vendégszereplőként tűnnek fel a második évadban. 2025 márciusában pedig Arian Moayed és Alex Karpovsky is csatlakoztak a második évadhoz visszatérő szereplőként.